# Домбрувка (Староґардський повіт)
Домбрувка (пол. Dąbrówka, нім. Dombrowken, 1942-45: Damerau) — село в Польщі, у гміні Староґард-Гданський Староґардського повіту Поморського воєводства.
Населення — 872 особи (2011).
У 1975-1998 роках село належало до Гданського воєводства.

## Демографія
Демографічна структура станом на 31 березня 2011 року:
|          | Загалом | Допрацездатний вік | Працездатний вік | Постпрацездатний вік |
| -------- | ------- | ------------------ | ---------------- | -------------------- |
| Чоловіки | 446     | 128                | 292              | 26                   |
| Жінки    | 426     | 93                 | 278              | 55                   |
| Разом    | 872     | 221                | 570              | 81                   |